# Cécile Rol-Tanguy
Cécile Rol-Tanguy —nacida como Marguerite Marie Cécile Le Bihan— (Royan, 10 de abril de 1919-Monteaux, 8 de mayo de 2020) fue una comunista francesa, miembro de la Resistencia durante la Segunda Guerra Mundial. Participó en la liberación de París sirviendo como oficial de enlace y secretaría, realizando operaciones clandestinas y transmitiendo comunicaciones confidenciales.

## Biografía

### Infancia, juventud y familia
Rol-Tanguy, nacida como Cécile Le Bihan el 10 de abril de 1919 en Royan (Saintonge). Su padre, François Le Bihan, era electricista y miembro importante de la Confédération Générale du Travail Unitaire (CGTU). Creció en una familia altamente politizada, su padre cofundó el Partido Comunista Francés (PCF) y había acogido a varios comunistas extranjeros exiliados.
En 1936 entró a formar parte del Comité de Ayuda a la España Republicana, donde conoció a Henri Tanguy, que era también comunista. Se ofreció como voluntaria en las Brigadas Internacionales y luchó en la guerra civil española. Henri Tanguy estaba desplegado en la Sección Francesa de la Brigada Internacional.
Rol-Tanguy tuvo cuatro hijos sobrevivientes: Hélène y Jean —que nacieron durante la guerra—, y Claire y Francis —que nacieron después de la guerra—. La pareja abandonó París tras la guerra para establecerse junto al Loira. 

### Activismo

#### Inicios
Antes de cumplir 18 años, Rol-Tanguy fue taquimecanógrafa en la Confederación General del Trabajo (CGT) y se unió a la Union des Jeunes Filles de France, un subgrupo de la Federación de las Juventudes Comunistas de Francia. Es dentro de este marco cuando empezó a formar parte del Comité de Ayuda a la República Checa, donde conoció a Henri Tanguy. En 1938 se unió al Partido Comunista. A su regreso de España se comprometió con Henri. Se casaron en 1939 después de enterarse de que estaba embarazada. Su primera hija, Françoise, nació en noviembre de ese año, pero enfermó poco después y murió de deshidratación el 12 de junio de 1940, dos días antes de que los alemanes tomaran París. Durante una entrevista en 2014, recordó el doloroso episodio: «Todavía puedo recordar la terrible capa de humo ardiendo sobre París y preguntándome si eso fue lo que enfermó a mi bebé. La dejé en el hospital durante la noche, y cuando regresé al día siguiente, había otro bebé en su cama». Su padre fue arrestado por su activismo y afiliación comunista casi al mismo tiempo, ya que sus acciones fueron vistas como «desmoralizadoras para el ejército» y consideradas ilegales.[cita requerida]

#### Durante la ocupación
El primer día de la ocupación de París, la CGT, que ya estaba prohibida por el Gobierno de Vichy, le pidió a Rol-Tanguy que reanudara su trabajo. Sintiendo que no tenía nada que perder después del encarcelamiento de su padre y la muerte de su hija, aceptó y comenzó a escribirles folletos políticos. Tras la liberación de su padre de la prisión, se mudó con sus padres a un pequeño estudio, luchando para obtener suficiente comida. Trabajó junto a su esposo, quien se había unido a las Fuerzas Francesas del Interior (FFI). Rol-Tanguy fue una miembro importante de la FFI y trabajó como oficial de enlace y secretaria para ellos. 
Rol-Tanguy y su esposo se vieron obligados a ocultar sus identidades y su relación durante este período debido al secreto que se les exigía como miembros de la Resistencia. Usó nombres en clave como Jeanne, Yvette o Lucie cuando estaba en misiones como oficial de enlace, disfrazándose en ocasiones para no ser detectada. Después del nacimiento de su segundo hijo, su marido le pidió que considerara trabajar en otro lugar y dejar a su hija con su madre, para evitar la posibilidad de que ambos fueran arrestados. Ella se negó y continuó trabajando, a veces usando el cochecito de bebé para ocultar armas, granadas, periódicos clandestinos y documentos secretos para la red comunista de los Francotiradores y Partisanos (FTP), de la que su marido era uno de los líderes parisinos. En 1942, su padre fue arrestado por segunda vez y deportado a Auschwitz, donde murió poco después. 

#### Liberación de París
Participó activamente en la liberación de París. En mayo de 1944, bajo el seudónimo de Rol, Henri fue nombrado líder regional de la FFI, y durante varias semanas trabajó para organizar la Liberación de la capital francesa. Ella trabajó con Henri y su personal para establecer un puesto de mando en un refugio subterráneo en Plaza Denfert-Rochereau. Desde este puesto de mando encubierto, la pareja Rol-Tanguy recibió y distribuyó información y órdenes para la Resistencia. El 19 de agosto de 1944, ella y Henri publicaron un panfleto llamando a los ciudadanos de París a las armas y decretando la movilización general. Esto marcó el comienzo del fin de la ocupación nazi. Rol-Tanguy describió sus roles en este momento, diciendo: 
 "Henri viajaba mucho en ese momento, yo estaba atrapada allí para difundir los comunicados". 
 París fue finalmente liberada el 25 de agosto por la 2.ª División Blindada del general Leclerc. Rol-Tanguy recordaba esta abrumadora experiencia, diciendo que, 
 "Cuando nos lo dijeron, no oímos las campanas sonar, pero tuvimos una pelea de almohadas con las chicas que estaban conmigo". 
Rol-Tanguy formó parte de la delegación recibida por el general Charles de Gaulle en el Ministerio de la Guerra el 27 de agosto de 1944, junto con otra veintena de jefes de la resistencia parisina.

### Tras la liberación
Después de la liberación en 1945, Rol-Tanguy recibió la Medalla de la Resistencia del Comité Francés de Liberación Nacional por sus contribuciones a la causa. Su esposo se convirtió en oficial del Ejército francés. En memoria de todos los amigos que perdieron durante la guerra, Cécile y Henri hicieron un pacto para seguir siendo miembros del Partido Comunista Francés. Después de la liberación, entró en la Unión de las Mujeres Francesas trabajando por mantener la memoria de la resistencia francesa y la lucha antifascista.
El 8 de septiembre de 2002, Henri Rol-Tanguy murió tras 63 años de matrimonio. 
En 2008, Rol-Tanguy se convirtió en la Gran Oficial de la Legión de Honor. Aunque al principio se mostró reacia a tomar el puesto honorario, decidió aceptarlo en nombre de todas las mujeres combatientes de la Resistencia, que a menudo son olvidadas por la historia.

### Fallecimiento
Falleció a los ciento un años en su domicilio de Monteaux, el 8 de mayo de 2020, en el 75 aniversario del final de la Segunda Guerra Mundial en Europa (Día VE).

## Legado
Rol-Tanguy se dedicó al recuerdo de la Resistencia. Quería mantener vivo ese recuerdo para proteger a las generaciones futuras. «Es por respeto a todos los que cayeron, por la libertad, que estoy cumpliendo con este deber de recordar», explicó. Después de la muerte de Henri en 2002, Rol-Tanguy aumentó sus esfuerzos para conmemorar y preservar la memoria de aquellos que la ayudaron en la lucha para liberar París. Lo hizo a través de entrevistas con los medios y hablando en documentales. También habló en muchas ceremonias, y con frecuencia viajaba para hablar en escuelas de toda Francia. En estas charlas enfatizaba la importancia de luchar por la libertad individual. Destacó el plan de España para endurecer las leyes de aborto como un desarrollo preocupante para los derechos y libertades de las mujeres. En un discurso en una ceremonia en París, dijo: «Estoy un poco sorprendida de encontrarme aquí otra vez 70 años después, pero es para recordar a todos los que conocí y que se fueron».  
Representó y abogó por el reconocimiento del papel que desempeñaban las mujeres en la resistencia. Cuando recibió la Legión de Honor, agregó: «Con mi última nominación para la Legión de Honor, consideré que representaba a todas las mujeres que no tenían nada».
Rol-Tanguy también ayudó a educar a las personas sobre la historia de la lucha de resistencia al defender con éxito la reapertura del Museo de la Liberación de París, que tuvo lugar en agosto de 2019. En este proceso, el Museo fue trasladado al Pabellón Ledoux en Plaza Denfert-Rochereau, el lugar desde el cual ella y su esposo lanzaron la insurrección que condujo a la liberación de París a fines del verano de 1944.

## Reconocimientos
- En 1945, fue galardonada con la Medalla de Resistencia.
- El 10 de junio de 1984 fue nombrada Caballero de l'ordre de la Legión de Honor.
- El 31 de diciembre de 2002 fue ascendida a oficial por decreto.
- El 11 de julio de 2008, fue ascendida a Commandeur .
- El 11 de julio de 2008, le dieron el título de Grand Officier .
- El 21 de noviembre de 2017 fue galardonada con la Grand-Croix de l'ordre national du Mérite en reconocimiento a sus 75 años de servicio.